# أنطونيو لوبيز ألفاريز
أنطونيو لوبيز ألفاريز (بالإسبانية: Antonio López Álvarez)‏ (مواليد 12 مايو 1980 في مدريد) هو لاعب كرة قدم محترف إسباني، يلعب لنادي فوينلابرادا في مركز خط الوسط الأيسر.

## وصلات خارجية
- أنطونيو لوبيز ألفاريز على موقع قاعدة بيانات كرة القدم.إي يو (الإنجليزية)
- أنطونيو لوبيز ألفاريز على موقع Soccerway.com (الإنجليزية)

- BDFutbol profile
- Futbolme profile (بالإسبانية)